# روجر ناش بالدوين
روجر نـاش بالدوين (بالإنجليزية: Roger Nash Baldwin)‏ هو ناشط سلام أمريكي، ولد في 21 يناير 1884 في ويليسلي (ماساتشوستس) في الولايات المتحدة، وتوفي في 26 أغسطس 1981 في نيوجيرسي في الولايات المتحدة بسبب قصور القلب.

## وصلات خارجية
- روجر ناش بالدوين على موقع IMDb (الإنجليزية)
- روجر ناش بالدوين على موقع الموسوعة البريطانية (الإنجليزية)
- روجر ناش بالدوين على موقع مونزينجر (الألمانية)
- روجر ناش بالدوين على موقع إن إن دي بي (الإنجليزية)